# Lancia Delta (2008)
La terza generazione della Lancia Delta è un modello di automobile di segmento C prodotto dalla casa automobilistica italiana Lancia, dal giugno 2008 all'estate 2014, nello stabilimento Fiat di Cassino. Ha sostituito a listino la seconda generazione della Delta (uscita di produzione nel 1999) ed è stata venduta in Irlanda e Regno Unito a marchio Chrysler a partire dal settembre 2011.

## Il contesto
Nota come Progetto 844, la nuova Delta è stata sviluppata su una versione allungata del pianale space-frame della Fiat Bravo lanciata nel 2007; si tratta di una vettura a due volumi, proprio come la prima serie della Lancia Delta e, proprio come le sue progenitrici, anch'essa copre il segmento delle berline compatte.
Il veicolo viene prodotto nello stabilimento di Piedimonte San Germano in provincia di Frosinone, nel Lazio, vicino a Cassino.

## Storia
Il "percorso" di questo modello per arrivare alla produzione finale è stato lungo e molto discusso: si iniziò a "volere" (da parte degli appassionati) una nuova Delta già prima che la seconda serie cessasse la propria vita (mai stata amata quanto la prima serie a causa del ritiro dalle corse rally), ma l'attesa ha dovuto protrarsi per 9 anni. Anche dopo l'ufficializzazione del progetto, i tempi per arrivare alla produzione finale furono molto lunghi e demoralizzanti per il pubblico di sostenitori, parte dei quali, anche dopo che fu iniziata la commercializzazione (molto probabilmente per la confusione con il modello rally della storica Lancia Delta), non riconobbero la nuova media Lancia come erede della prima.
I motivi principali sono stati le dimensioni importanti della nuova vettura (più di 4,5 metri di lunghezza, con un passo di 2,7 metri), che le danno un tono molto confortevole a discapito della sportività; il nuovo modello tuttavia segue perfettamente i mutamenti del mercato delle automobili, ovvero l'integrazione tra comfort e linea sportiva e soprattutto l'aumento delle dimensioni generali. Per questi motivi, nonostante la razionalità che accompagna questo veicolo in relazione alla sua progenitrice storica, la vettura non viene collegata all'immagine attribuita alla prima Lancia Delta di serie in merito alle numerose vittorie nei campionati rally.

### 2003: concept Stilnovo

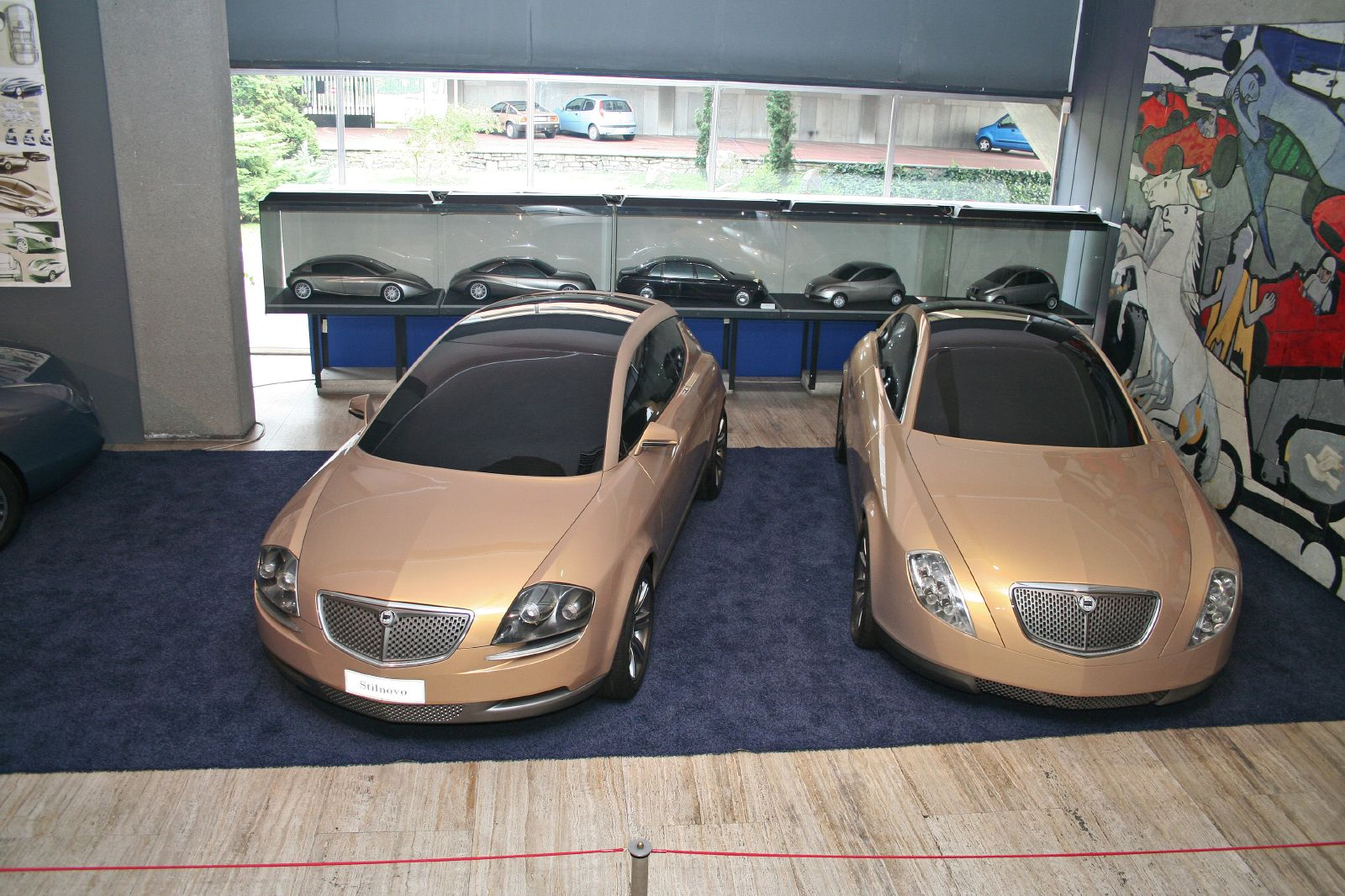
Le concept Granturismo Stilnovo e Granturismo del 2003, ora esposte al MAUTO di Torino.

Il percorso per la realizzazione della nuova media della casa torinese è stato molto lungo e ha radici 5 anni prima della sua messa in produzione.
Al salone dell'automobile di Barcellona, nel 2003, Lancia propone una concept car, più propriamente un esercizio di stile, a due volumi chiamato Granturismo Stilnovo, che faceva seguito ad una precedente concept a 3 volumi (denominata Granturismo) esposta al Salone dell'automobile di Ginevra all'inizio dello stesso anno, e realizzata dal centro stile Lancia in collaborazione con lo studio Carcerano e la carrozzeria Maggiora.
La concept Stilnovo, disegnata dal centro stile Lancia diretto in quel momento da Flavio Manzoni, aveva già definito le linee guida che prefiguravano l'attuale modello di serie, con il tetto a tutto vetro, il lunotto contiguo con i vetri laterali e con il montante posteriore separato dal tettuccio, come nel modello di serie. Già definito era pure il gruppo ottico posteriore, con il lunotto sospeso sulla carrozzeria. La filosofia stilistica che il progetto Stilnovo propose e che venne portata avanti fino alla produzione, fu indiscutibilmente l'High Performance Estate (HPE), celebre sigla degli anni settanta; ed è proprio il passato storico del marchio che la concept riprendeva in molti tratti del corpo vettura. Altro elemento importante che la Stilnovo ispirò nell'attuale Lancia Delta fu l'arco montante strutturale che dava la sensazione di esser sospeso nel corpo vetrato della vettura, che richiamava molto un ponte sospeso (con il quale si volle rendere omaggio a Pier Luigi Nervi e Santiago Calatrava).
Il concetto stilistico misurava 4.236 mm di lunghezza, era largo 1.828 e alto 1.465 mm, (quindi molto più compatta del modello definitivo) e caratterizzata da linee tese e filanti, riprese poi nel modello di produzione. La "filosofia" della Stilnovo aveva già gettato le basi della nuova Delta, una linea moderna capace di coniugare multifunzionalità, piacere di guida, abitabilità e lusso in un corpo vettura a due volumi di medie dimensioni; a differenza però del modello attuale, la Stilnovo si presentava come un ibrido fra una berlina e una coupé sportiva, venne infatti proposta con una carrozzeria a 3 porte e un profilo molto compatto.

### 2006: prototipo Delta HPE

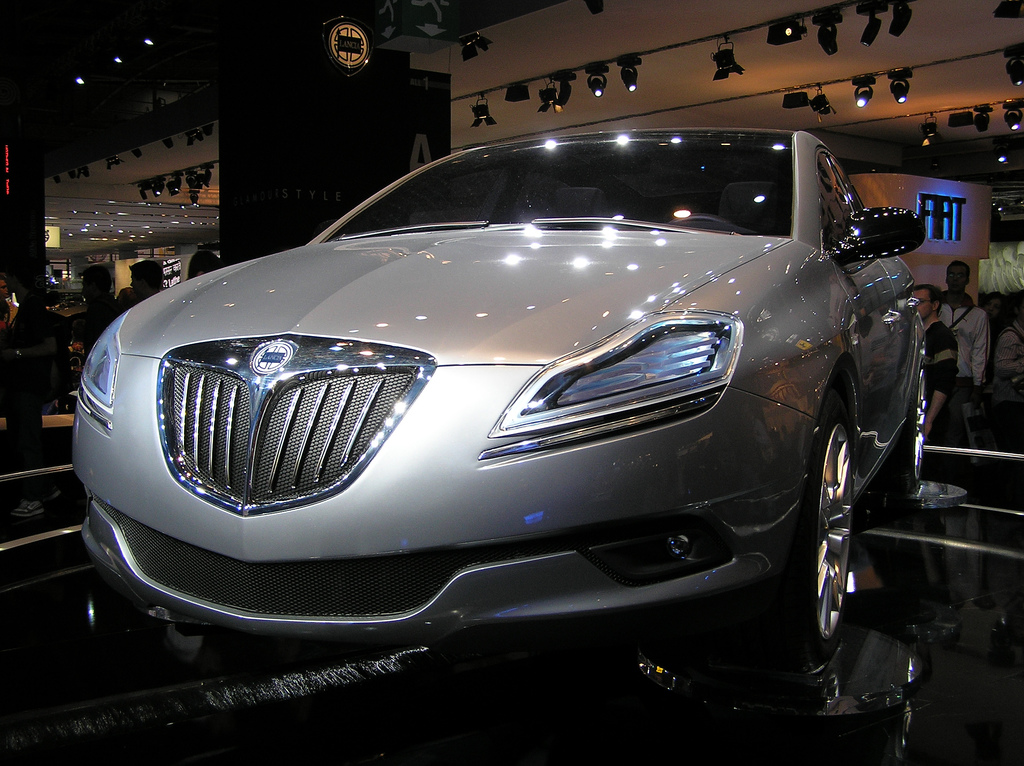
Il prototipo Lancia Delta HPE del 2006

Il 5 settembre 2006 Lancia ha ufficializzato con un comunicato stampa il nuovo prototipo Lancia Delta HPE. Il prototipo venne presentato in anteprima alla 63ª edizione della Mostra Internazionale d'Arte Cinematografica di Venezia e poi presentato al pubblico al Salone dell'automobile di Parigi dello stesso anno.
Si trattava di un modello praticamente definitivo della nuova Lancia Delta, una diretta evoluzione della concept Stilnovo, facendosi però influenzare dal concetto di HPE espresso dalla Lancia Beta HPE (che però era a 3 porte), ovvero dinamismo abbinato a grande abitabilità in una linea slanciata ed elegante. Come al momento dell'uscita della prima Delta, la classe delle berline medie subirono una divisione fra le versioni compatte e le versioni classiche, questo concept HPE vuole unire, o quanto più mettersi a cavallo, fra la versione a due volumi coperta dalla Lancia Delta prima serie (attuali berline compatte), e la versione a tre volumi coperta dalla Lancia Beta (attuali berline medie), creando una sorta di ibrido che sarebbe poi arrivato anche a sostituire la Lancia Lybra.

## Il modello definitivo

### La presentazione al 78º Salone dell'automobile di Ginevra
In data 5 febbraio 2008 la Lancia rilascia le foto ufficiali della nuova Delta e pochi giorni dopo un comunicato stampa che ufficializza l'anteprima mondiale al Salone di Ginevra nel marzo del 2008, momento fino al quale era ancora indeciso il nome, a causa delle numerose polemiche suscitate dalla confusione creatasi attorno al nome Delta, troppo riconducibile ad una campionessa di rally anziché ad una media familiare (va sottolineato però che anche la Delta del '79 nasce come berlina familiare a 5 porte, e non come un'auto da rally). Durante la presentazione è stato possibile prendere visione degli interni definitivi che, oltre a non essere presenti nel prototipo presentato due anni prima, non erano ancora stati pubblicati con foto ufficiali, gli interni quindi, riprendono molto quelli della cugina Bravo da cui deriva, anche se sensibilmente rivisti nei materiali e nelle rifiniture, la plancia, il volante e la zona luci invece sono stati completamente ridisegnati dal centro stile Lancia.

### Estetica

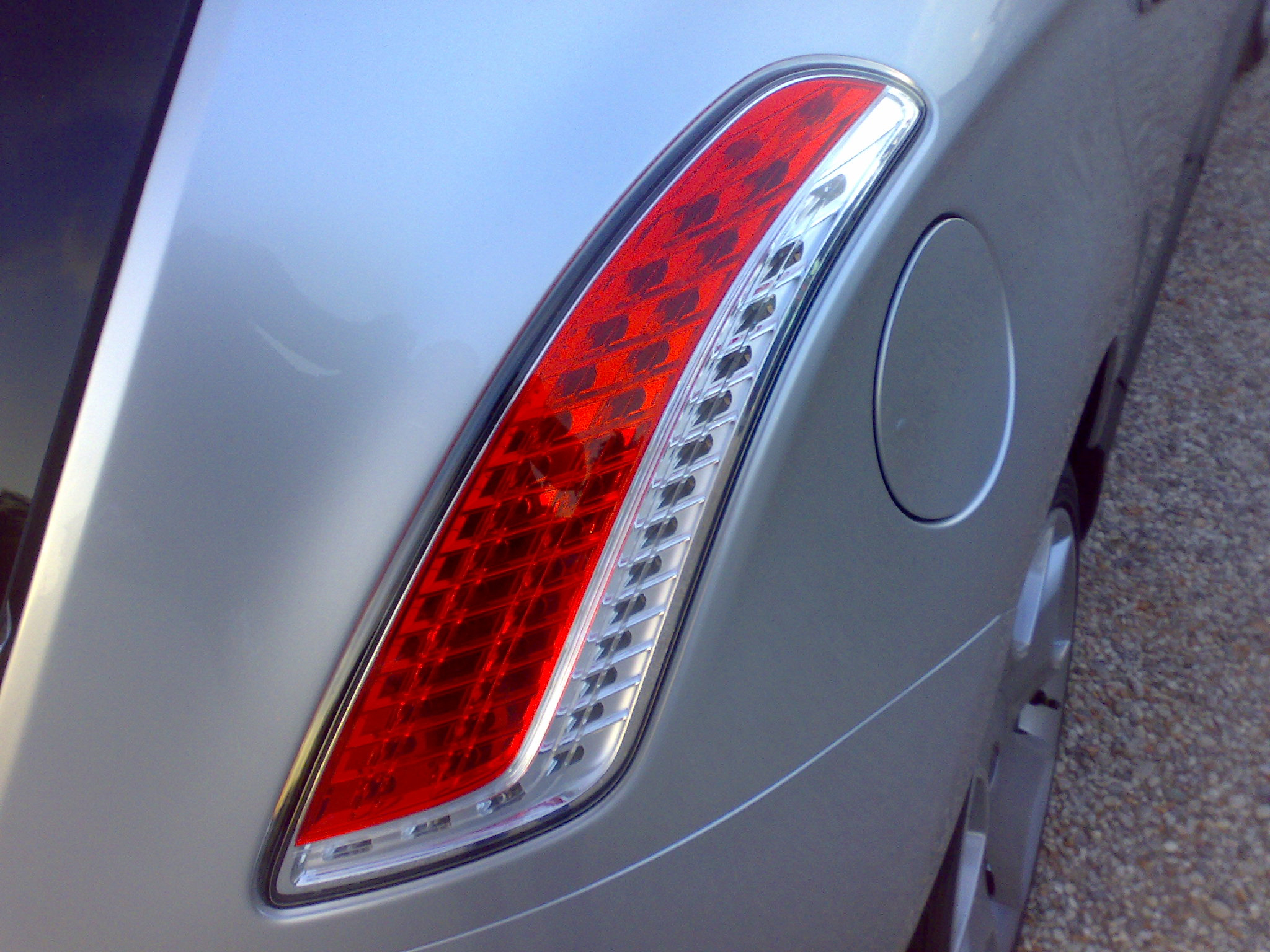
Dettaglio fari a LED posteriori di una Delta

La Lancia Delta ha puntato molto sulla propria personalità stilistica oltre che a numerose novità tecnologiche e meccaniche. La grande cura e importanza data alla parte estetica è stata pressoché una manovra forzata, poiché la Delta sarà la capostipite del nuovo orientamento stilistico di tutta la gamma Lancia e quindi presenta forte personalità e particolari in rilievo.
Il frontale è una diretta evoluzione dei modelli che la precedono, orientato maggiormente verso la sportività, presenta un grande scudo cromato bombato e un'importante presa d'aria frontale con un profilo che ingloba i fendinebbia frontali. Il corpo vettura presenta linee tese che minimizzano il grande volume del veicolo e seguono lungo la fiancata le guide create dal profilo dei vetri che vanno a congiungersi direttamente al lunotto posteriore impedendo al montante posteriore, a forma di trapezio, di toccare il profilo portante del tettuccio, anch'esso caratterizzato da una grande percentuale di superficie vetrata. Gli interni sono rifiniti in materiali sintetici come Benova e alcantara o pelle Poltrona Frau.

### Tecnologia e sicurezza
Fra le funzioni tecnologiche più significative viene ricordato il controllo della coppia motrice scaricata dall'avantreno (Torque Transfer Control), l'ESP con Drive Steering Torque, ovvero il controllo attivo del sovrasterzo. Lo sterzo oltre alla classica funzione City presenta un sistema automatico di irrigidimento del comando (Linearization Torque Feedback) che si verifica a fronte di accelerazioni laterali superiori a 0,6 g (5,88 m/s²).
È disponibile in opzione il Reactive Suspension System (nome commerciale del Synaptic Damping Control di Magneti Marelli) per la gestione attiva dell'assetto del veicolo; il sistema opera tramite valvole proporzionali ad elevata dinamica all'interno dell'ammortizzatore ed è in grado di variarne lo smorzamento. Il sistema interviene in molti scenari: inserimento/percorrenza/uscita di curva, frenata, accelerazione, sottosterzo, sovrasterzo/imbardata e anche in caso di accelerazioni verticali con lo scopo di migliorare contemporaneamente il comfort e il comportamento dinamico del veicolo. Tutta la gamma è equipaggiata di 6 airbag di serie.

### Architettura e meccanica

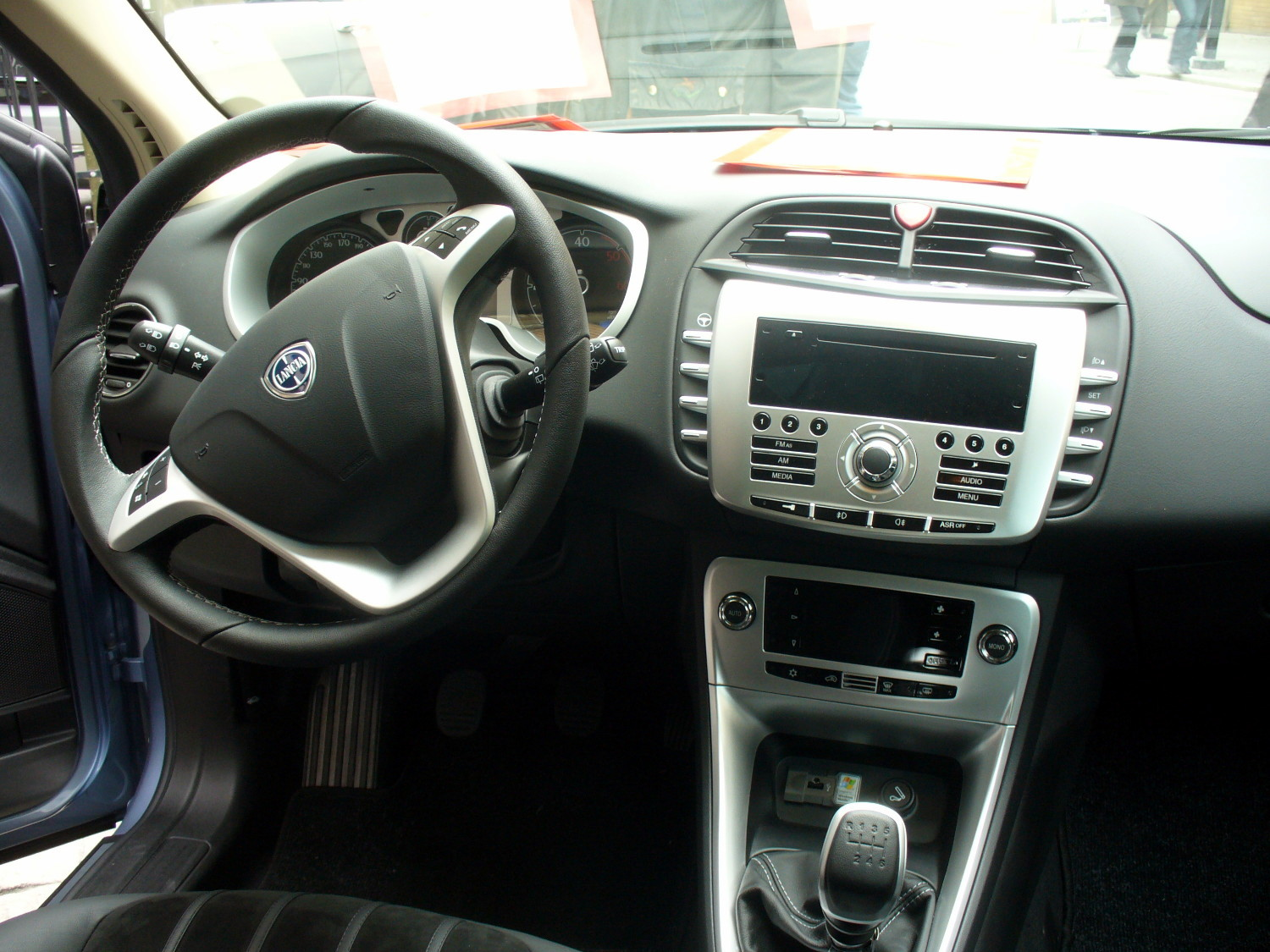
Posto guida

Il modello 1.6 Multijet DPF Platino monta un motore quattro cilindri in linea, posto in posizione anteriore trasversale di 1598 cm³ (con alesaggio × corsa di 79,5 × 80,5 mm e con un rapporto di compressione di 16,5:1) da 120 CV a 4.000 giri al minuto. Il basamento del motore è in ghisa con testa in lega leggera, la distribuzione è a due alberi a camme in testa, quattro valvole per cilindro; L'alimentazione è a iniezione diretta common rail, e la sovralimentazione è data da un turbocompressore a geometria variabile e intercooler. La trazione è anteriore con cambio manuale a sei rapporti. Le sospensioni anteriori a ruote indipendenti montano ammortizzatori idraulici MacPherson a molle elicoidali con barra antirollio. Le sospensioni posteriori sono a ruote interconnesse ad assale torcente, anch'esse con ammortizzatori idraulici e molle elicoidali.
Lo sterzo è a cremagliera con servocomando elettrico dualdrive; l'impianto frenante è a doppio circuito idraulico con servofreno dotato di ABS con EBV formato da freni a disco autoventilati da 284 mm di diametro (anteriori) e 251 mm di diametro (i posteriori). Il modello in questione monta di serie cerchi in lega da 7×17 con pneumatici Pirelli 225/45 R17 con kit di riparazione pneumatici.

### Allestimenti
Sul mercato italiano la Delta viene venduta in quattro distinte versioni: l'Argento costituisce il livello d'entrata con una dotazione impoverita rispetto alla Oro, la versione intermedia. La Platino invece è la variante leggermente più sportiva con i cerchi in lega di serie mentre la Executive è stata introdotta nel 2009 e vanta di essere la versione più lussuosa con rifiniture interne ricercate e materiali pregiati. Disponibile anche la gamma di versioni alimentate a GPL denominate EcoChic. Nel corso del 2010 la Lancia ha inoltre iniziato la produzione della Delta HardBlack con le due motorizzazioni più potenti: il 1.8 Di Turbo a benzina e il 1.9 twinturbo a gasolio. La HardBlack figura nella gamma Lancia Delta come la versione più sportiva caratterizzata da una verniciatura dedicata della carrozzeria e dei cerchi in lega da 18". All'interno la Delta HardBlack presenta di serie i sedili in Pelle e Alcantara Starlite in colorazione nera; è tuttavia disponibile anche la colorazione beige dei sedili che perdono, in questa colorazione, il particolare rivestimento in Alcantara.
In seguito all'acquisizione parziale del Gruppo Chrysler da parte del Gruppo Fiat, la Lancia Delta venne presentata al Salone di Detroit 2010 con il marchio Chrysler. In realtà la Chrysler Delta è un progetto pilota atto a verificare la risposta del mercato americano, che ormai volge lo sguardo alle tendenze europee. Un progetto simile alla realtà Saturn-Opel e successivamente Buick-Opel. Quindi è necessario affermare che per l'occasione, la Delta non sia stata propriamente presentata, poiché l'azienda non ha diffuso nessun comunicato al riguardo. Al di là della presentazione e del progetto, la Chrysler Delta rimarrà di produzione italiana e verrà venduta dal 2011 fino al 2014 in Inghilterra ed Irlanda dalla Chrysler apportando minimi interventi estetici: il logo Lancia è stato sostituito con il nuovo logo Chrysler, presentato da Marchionne, sia sulla calandra, sul fondo del lunotto posteriore, cerchi e volante. Mentre la calandra, invece di montare i soliti listelli verticali tendenti verso il centro, monta i listelli orizzontali che hanno sempre caratterizzato le automobili della casa americana, ma mantenendo la forma originale Lancia.

### Motorizzazioni

#### Benzina
La Delta dispone di tre motorizzazioni benzina dotate del turbocompressore. I 1.4 T-Jet sono omologati secondo i parametri della normativa Euro 4 mentre il 1.8 T-Jet dotato dell'iniezione diretta high-precision (introdotto dal marzo del 2009) rispetta la normativa Euro 5 ed è abbinato ad una trasmissione automatica sequenziale a 6 rapporti Aisin AW TF-80 SC denominata Sportronic.
Nell'ottobre 2009 la Lancia ha presentato la nuova Delta Turbo EcoChic alimentata sia a benzina che a GPL; il motore 1,4 litri turbocompresso da 120 cavalli è stato ampiamente rimaneggiato nella testata e nelle valvole per l'alimentazione a gas mentre l'autonomia dichiarata è pari a 1.413 km con una percorrenza media di circa 8,3 litri per 100 km. L'impianto progettato dalla Landi Renzo viene installato dalla Lancia in modo da permettere l'omologazione in fabbrica da parte della casa madre. Contenute le emissioni in 134 grammi di anidride carbonica emessa ogni chilometro (149 nel funzionamento a benzina) mentre le prestazioni vengono garantite dallo scatto da 0 a 100 km/h in 9,8 secondi per una velocità massima pari a 195 km/h.
| Modello                      | Disponibilità               | Motore                           | Cilindrata cm³ | Potenza         | Coppia max              | Emissioni CO2 (g/Km) | 0–100 km/h (secondi) | Velocità max (Km/h) | Consumo medio (Km/l) |
| 1.4 TurboJet 16V 120         | dal debutto                 | 4 cilindri in linea, Benzina     | 1.368          | 88 kW (120 CV)  | 206 N·m @1.750 giri/min | 156 (149 dal 2009)   | 9,8                  | 195                 | 15,2                 |
| 1.4 TurboJet EcoChic 16V 120 | da fine 2009                | 4 cilindri in linea, Benzina-GPL | 1.368          | 88 kW (120 CV)  | 206 N·m @1.750 giri/min | 134                  | 9,8                  | 195                 | 12,0                 |
| 1.4 Multiair 16V 140         | da novembre 2010            | 4 cilindri in linea, Benzina     | 1.368          | 103 kW (140 CV) | 230 N·m @1.750 giri/min | 132                  | 9,2                  | 203                 | 17,5                 |
| 1.4 TurboJet 16V 150         | dal debutto a novembre 2010 | 4 cilindri in linea, Benzina     | 1.368          | 110 kW (150 CV) | 206 N·m @2.250 giri/min | 165                  | 8,7                  | 210                 | 14,3                 |
| 1.8 DI TurboJet 16V 200      | da marzo 2009               | 4 cilindri in linea, Benzina     | 1.742          | 147 kW (200 CV) | 320 N·m @1.400 giri/min | 185                  | 7,4                  | 235                 | 12,8                 |

#### Gasolio
I motori a gasolio totalmente nuovi risultano omologati dal marzo del 2009 secondo la normativa Euro 5 mentre nel corso del 2008 si potevano omologare solo come Euro 4. Il 1.6 è disponibile sia con trasmissione manuale 6 rapporti che con automatica-robotizzata a 6 (cambio Dualogic rinominato Selectronic). Le motorizzazioni 1.9 Biturbo e 2.0 Multijet invece sono disponibili solo con cambio manuale a 6 rapporti. Il filtro antiparticolato è di serie per tutte le motorizzazioni.
| Modello                      | Disponibilità | Motore                      | Cilindrata cm³ | Potenza         | Coppia max              | Emissioni CO2 (g/Km) | 0–100 km/h (secondi) | Velocità max (Km/h) | Consumo medio (Km/l) |
| 1.6 Multijet 16V 105         | da marzo 2011 | 4 cilindri in linea, Diesel | 1.598          | 77 kW (105 CV)  | 300 N·m @1.500 giri/min | 115                  | 11,3                 | 187                 | 22,7                 |
| 1.6 Multijet 16V             | dal debutto   | 4 cilindri in linea, Diesel | 1.598          | 88 kW (120 CV)  | 300 N·m @1.500 giri/min | 130                  | 10,7                 | 194                 | 20,4                 |
| 1.6 Multijet 16V Selectronic | dal debutto   | 4 cilindri in linea, Diesel | 1.598          | 88 kW (120 CV)  | 300 N·m @1.500 giri/min | 120                  | 10,7                 | 194                 | 21,7                 |
| 1.9 Multijet 16V TwinTurbo   | da fine 2008  | 4 cilindri in linea, Diesel | 1.910          | 140 kW (190 CV) | 400 N·m @2.000 giri/min | 149                  | 7,9                  | 222                 | 17,5                 |
| 2.0 Multijet 16V             | da fine 2008  | 4 cilindri in linea, Diesel | 1.956          | 121 kW (165 CV) | 360 N·m @1.750 giri/min | 139                  | 8,5                  | 214                 | 18,9                 |

## Evoluzione

### MY 2012

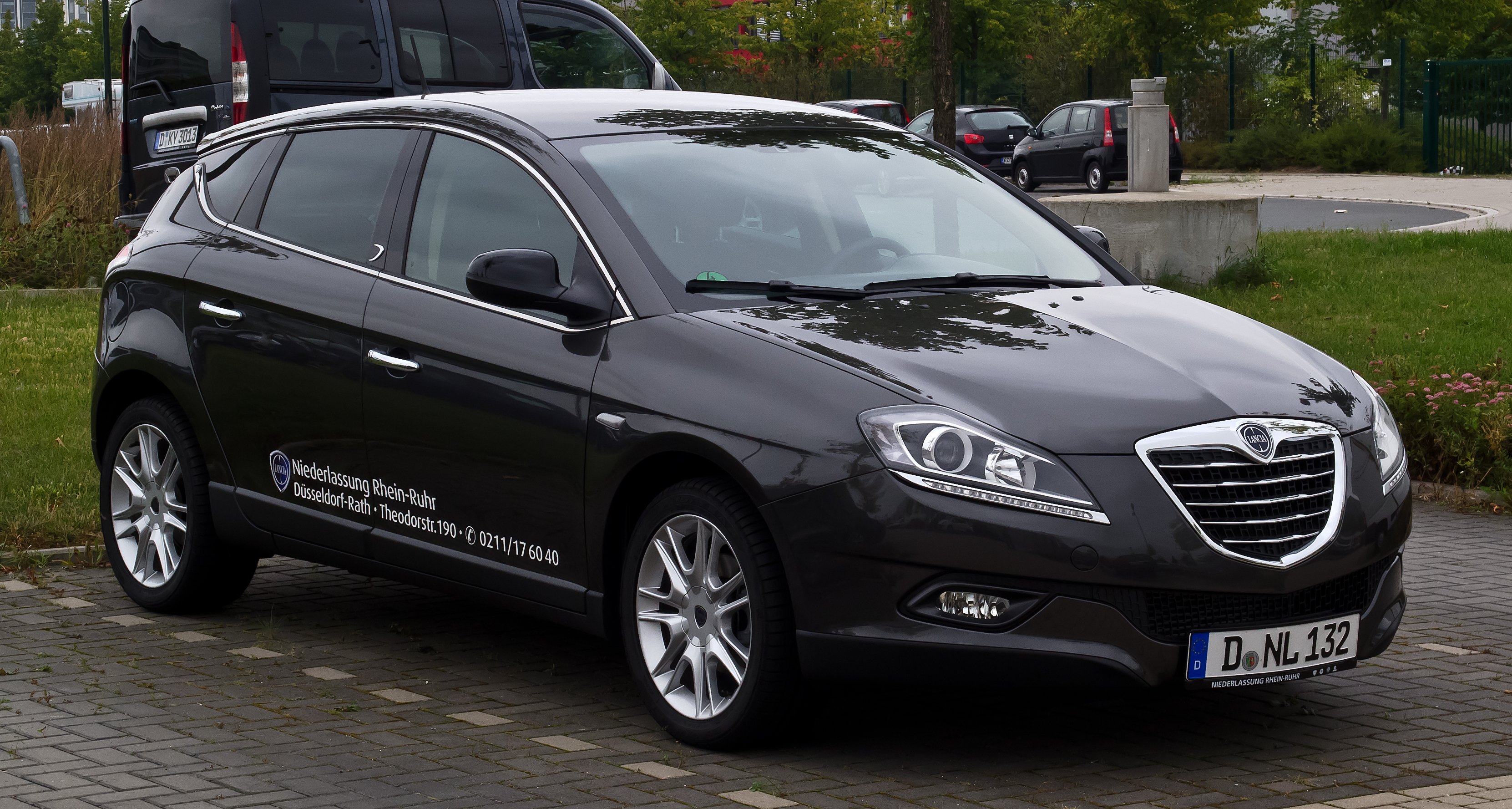
Lancia Delta, gamma MY2012; notare la nuova calandra a listelli orizzontali

Al salone di Ginevra 2011 esordisce un piccolo restyling designato come Model Year 2012.
Debutta il nuovo 1.6 M-Jet 105 cavalli entry level. Sul frontale campeggia la nuova calandra a listelli orizzontali con logo sporgente discendente, in linea con il nuovo family feeling della casa torinese in partnership con il marchio Chrysler.
Riorganizzati gli allestimenti. Sempre presenti in "Pack" le specialità "Hard Black ed "Executive".
Allestimenti:
- Steel
- Silver
- Gold
- Platinum
- S by MOMOdesign (da inizio 2013)

### MY 2014

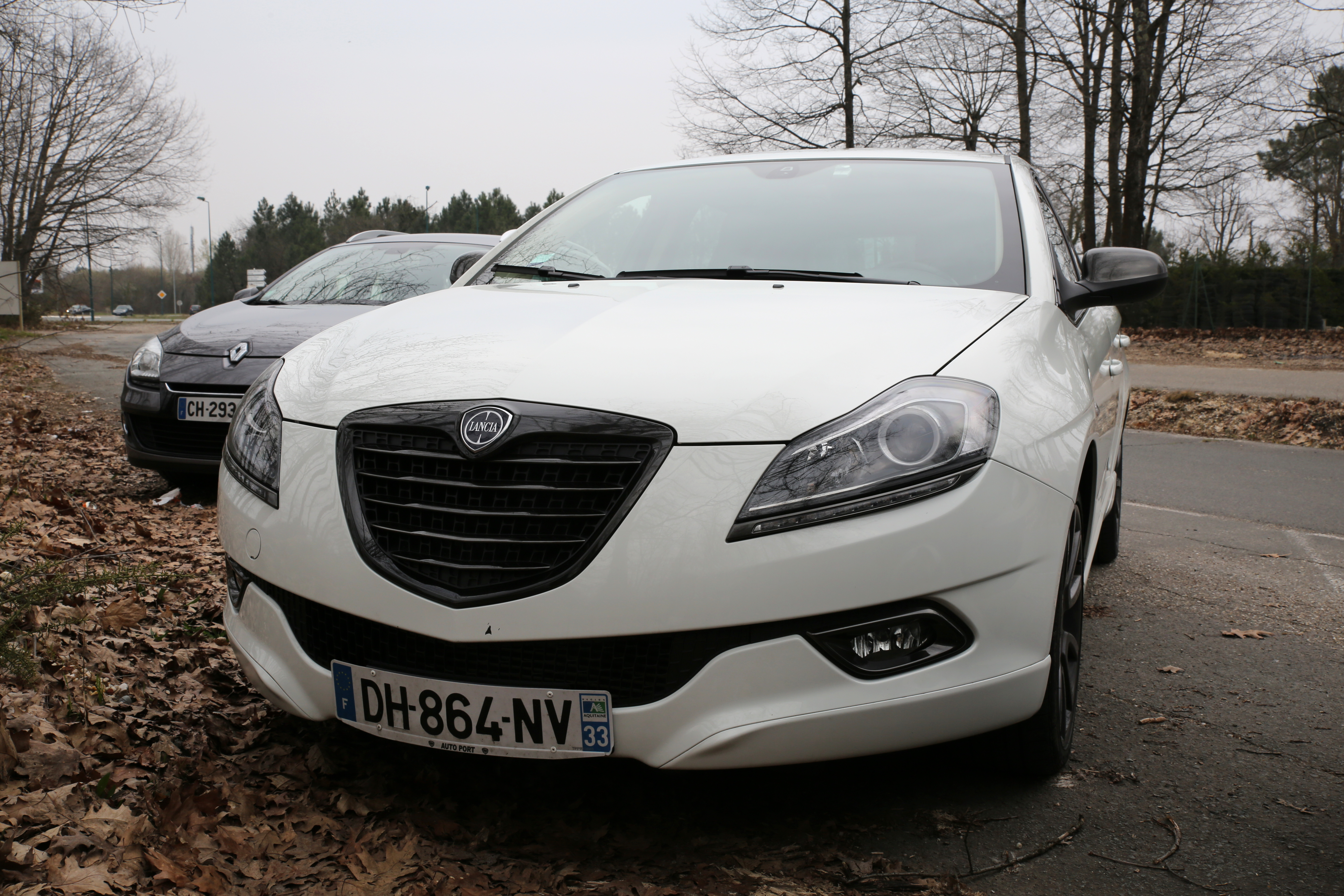
Lancia Delta, gamma MY2014

Al Salone dell'automobile di Francoforte del 2013 viene presentato un secondo lieve restyling, di consistenza minore: adesso i paraurti e le minigonne saranno in tinta con la carrozzeria, mentre debutteranno il doppio terminale di scarico cromato e dei dettagli cromati.

## Fine produzione
Nell'estate del 2014 la Delta esce di produzione insieme alla Fiat Bravo, principalmente per l'ormai ridotto numero di vendite (a 6 anni di distanza dal debutto) ma anche nell'ottica di una strategia del gruppo FCA tesa al rilancio produttivo dello stabilimento di Cassino, con lo smantellamento delle linee industriali di modelli anziani e poco remunerativi, in vista della produzione della nuova Alfa Romeo Giulia. Termina così la carriera della Delta, che in alcuni mercati esteri rimane presente nei listini Lancia fino al 2015, per esaurire alcune scorte di veicoli invenduti.

## La Lancia Delta e le forze dell'ordine

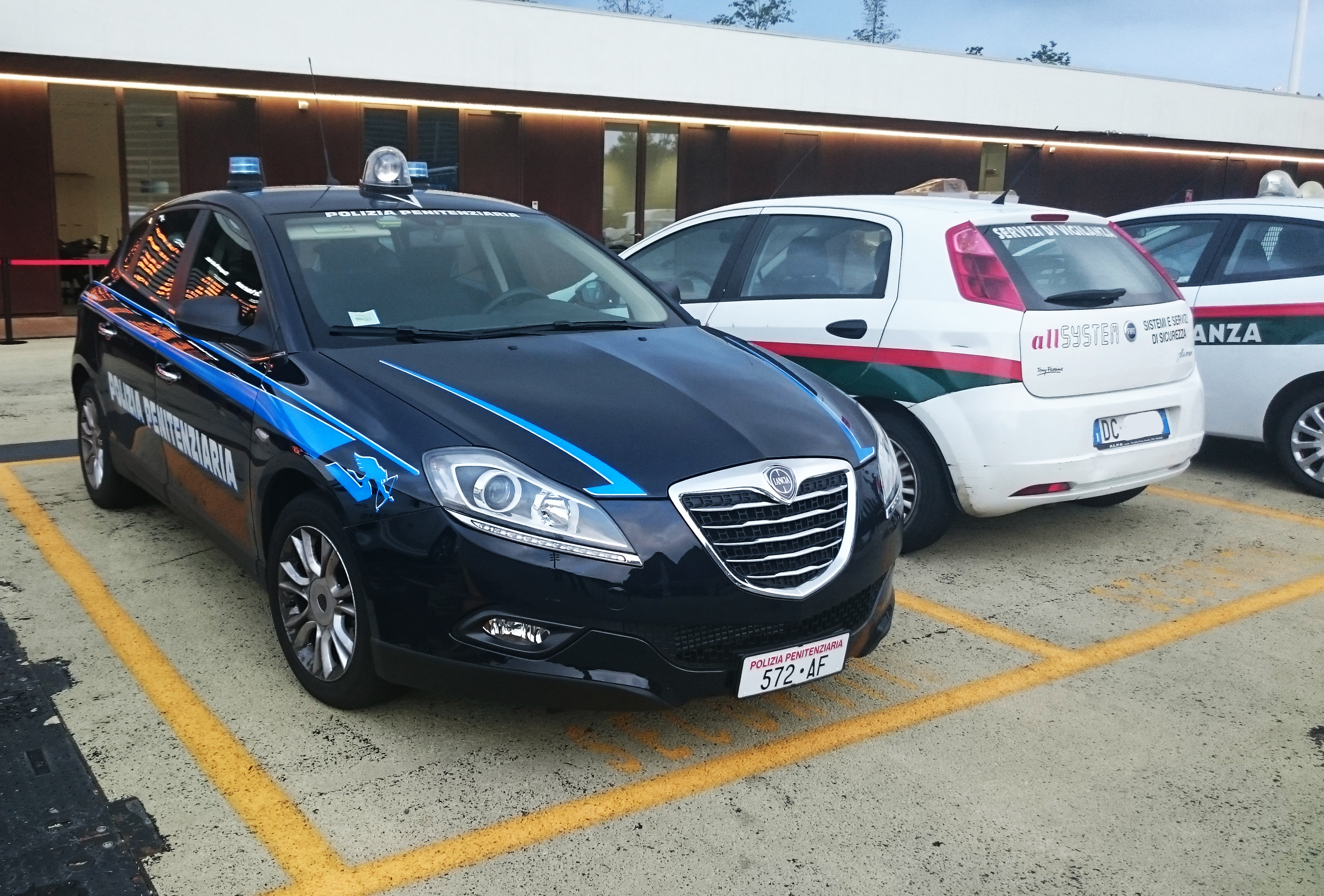
Lancia Delta in dotazione alla Polizia Penitenziaria all'EXPO di Milano 2015

La Lancia Delta è stata ampiamente utilizzata nell'organigramma delle forze di polizia italiane; infatti a partire dal suo debutto è stata selezionata dalle forze dell'ordine come la Polizia di stato e la Polizia penitenziaria nei servizi di controllo del territorio e nel pronto intervento, nonché nei servizi di scorta o in borghese. Nell'ultima evoluzione della Delta, debutta sulle nuove volanti della polizia di stato al posto della barra a LED presente sulle precedenti volanti due lampeggianti singoli e una nuova livrea costituita da una fascia bianca che contiene un piccolo tricolore che dipinge in estensione tutte le fiancate della vettura e lo scudo Lancia sul frontale, mentre nel posteriore sul montante laterale è presente un inedito logo del numero 113 che si va a unire alla dicitura "Polizia" avente un nuovo tipo di carattere. Alla Polizia di Stato nel 2014 sono state consegnate 198 nuove pantere allestite con il motore turbodiesel 1.6 MultiJet con 105 cavalli di potenza.

## La Lancia Delta nei media

### Lo spot pubblicitario
Lo spot di lancio della Delta ha come protagonista l'attore statunitense Richard Gere, il quale da Hollywood arriva in Tibet per lasciare le impronte delle proprie mani che ha lasciato nella Walk of Fame sulla neve tibetana insieme ad un gruppetto di piccoli monaci. Palesemente simbolica è la strada che il protagonista a bordo della sua Lancia Delta lascia alle spalle, attraversando un viaggio spirituale che lo accompagna prima sulla collina di Hollywood e poi alla capitale del Tibet, Lhasa.
Lo spot è stato girato in parte a Los Angeles, sull'Hollywood Boulevard, e in altra parte sulle Montagne Rocciose, dove è stato ricostruito un piccolo villaggio tibetano. Alla colonna sonora hanno provveduto alcuni maestri fra cui Ennio Morricone.
Il messaggio è chiaramente un messaggio di pace, secondo le parole della casa, che ha voluto marcare i valori umani, più che quelli tecnici dell'auto. Come prevedibile, lo spot ha avuto non pochi dissensi da parte dello stato cinese, che ha protestato ricevendo sentite scuse da parte del Gruppo Fiat.

### Angeli e demoni
Lancia ha fornito alla produzione del film Angeli e Demoni la Delta con cui i protagonisti della pellicola si spostano lungo le strade di Roma.
La casa automobilistica ha inoltre approfittato della pellicola per il lancio della nuova motorizzazione 1.8 Turbo da 200 cavalli: il regista di Angeli e demoni Ron Howard ha realizzato uno spot pubblicitario utilizzando le sequenze del film di cui è protagonista la Delta; lo spot era inoltre una promozione per il film stesso, uscito proprio in quel periodo nelle sale cinematografiche di tutto il mondo.